# Champaner-Pavagadh
Champaner-Pavagadh je název archeologického naleziště v Indii. Nachází se zde řada památek převážně z 16. století. V minulosti zde stálo hlavní město tehdejšího Gudžarátu. Naleziště Champaner-Pavagadh je dnes významnou především archeologickou lokalitou, která je od roku 2004 součástí Seznamu světového dědictví.